# عین سنان
عین سنان  یک منطقهٔ مسکونی در قطر است که در الشمال (شهرداری) واقع شده‌است.
 عین سنان ۳٫۵ کیلومتر مربع مساحت دارد.